# 環北交流道
環北交流道為臺灣國道一號汐五高架的交流道，因其連接環河北路之緣故稱為環（河）北（路）交流道，位於臺灣臺北市大同區與士林區交界，僅有北上出口（匝道屬大同區）與南下入口（匝道屬士林區），位置指標原為26k，收費方式改為里程計費後調整為25k（中心約位於25.8k）。
|              | 不適用 | 25 環北 | 環河北路 |
| 環河快速道路 | 南下   | 不適用  | 高速公路 |
| 環河快速道路 | 北上   | 不適用  | 五股     |

## 外部連結
- 國道一號汐五高架環北交流道示意圖 （页面存档备份，存于）（交通部高速公路局）